# 막달레나 시스터즈
《막달레나 시스터즈》는 아일랜드의 막달레나 세탁소에서 벌어진 인권유린을 그린 영화이다. 2002년 베네치아 국제 영화제에서 황금사자상을 수상했다.

## 줄거리
1960년대 아일랜드에는 일명 ‘막달레나 세탁소’로 불리는 가톨릭 시설이 있었다.
모든 죄지은 여자들의 어머니인 막달라 마리아의 이름을 딴 이 기관은 교회의 견지에서 타락한 여자는 물론 타락할 소지가 있다고 판단되는 여자들을 감금하고 안식일도 없이 세탁부로 부려먹었다. 이 수녀원에서 숨진 여성이 3만명에 이른다고 한다.
이 영화에서 수녀들은 심심풀이로 소녀들을 벗겨 젖가슴와 음모를 품평하고 매질을 하고 이곳의 신부는 소녀에게 오럴섹스를 강요한다.

## 영화의 사회적 파장
영화가 개봉된 후 전세계적인 논란이 일자 2011년 6월 유엔 고문반대위원회는 공장을 운영했던 가톨릭계 자선기관과 정부에 대한 진상조사를 결정한 바 있다.
아일랜드 정부는 2013년 2월5일에야 공식 사과했다.
마틴 매컬리스 의원이 발표한 보고서에 따르면 세탁공장에서 여성들은 임금을 전혀 받지 못한 채 호텔, 군 부대, 정부 등을 위해 세탁일을 했다.
평균 나이 23세였던 젊은 여성들은 이곳에 갇혀 사실상 '종신형'처럼 강제노동을 해야했다.
특히 1922년부터 70여년 간 강제노역에 동원된 여성 1만여명 중 2500여명에 대해서는 정부가 직접적인 책임이 있다고 이 보고서는 전했다.
당시 정부가 막달레나 세탁공장과 낮은 가격에 계약을 맺는 과정에서 노동자들의 임금, 사회보험 등은 전혀 보장하지 않았기 때문이다.

## 출연
- 앤 마리 더프(마가렛 역)
- 노라 제인 눈